# Kramvaror
Kramvaror är varor av ringa värde. Ordet kommer av fornsvenskans kram från lågtyskans kram och betyder ursprungligen 'handelsbod med tälttak'. Benämningen användes på handelsvaror som nålar, knappar, kammar, hårband, tvålar, m.m. och varorna såldes av månglare i hemmen och på marknader.